# Brasis, Brasil e Brasília
Brasis, Brasil e Brasília: sugestões em tôrno de problemas brasileiros de unidade e diversidade e das relações de alguns deles com problemas gerais de pluralismo étnico e cultural) é um livro do escritor brasileiro Gilberto Freyre, publicado originalmente em 1960, em Lisboa. Nele, aborda-se temas sociológicos, sociais e antropológicos, voltados não para nacional ou cívico, mas com critérios da ciência.
| “ | (...)sendo uno, é também uma constelação de Brasis; possuindo um valioso passado "útil" ou "utilizável", defronta-se com um futuro cheio de desafios à sua capacidade de ação orientada pelo, que, nas suas elites e no seu povo, seja imaginação criadora. Imaginação científica associada à poética. | ” |